# محوطه هوردیمه
محوطه هوردیمه مربوط به عصر برنز - عصر آهن - دوره اشکانیان است و در شهرستان سلسله، بخش فیروزآباد، دهستان فیروزآباد، ۷۰ متری جنوب روستای سراب شیخ عالی واقع شده و این اثر در تاریخ ۲۲ اسفند ۱۳۸۵ با شمارهٔ ثبت ۱۸۲۴۸ به‌عنوان یکی از آثار ملی ایران به ثبت رسیده است.